# División 1 de Nigeria
La División 1 de Nigeria, actualmente conocida como Liga Nacional de Nigeria, es la segunda división de fútbol en Nigeria creada en 1991.

## Historia
La liga fue creada en 1991 luego de que anteriormente la segunda división se jugaba dividida en grupos norte y sur, sistema que se retomó entre 1997 y 2011, en donde los ganadores de cada grupo lograban el ascenso a la Liga Premier de Nigeria, mientras que los dos últimos de cada grupo descendían a la Primera División Aficionada.
Desde el inicio la liga fue de 32 equipos hasta que en 2012 la liga se expandió a 36 equipos, por lo que el sistema de competición volvió a cambiar, esta vez en cuatro grupos de nueve equipos, donde los ganadores de cada grupo lograban el ascenso a la primera división.

## Equipos 2019
| Grupo A1 - EFCC FC, Abuja - Kada City F.C., Kaduna - Kaduna United - Malumfashi FC, Katsina - NAF Rockets F.C., Abuja Grupo A2 - Jigawa Golden Stars, Dutse - Kogi United, Lokoja - Taraba F.C. - Yarma Light F.C., Gombe - FC Zamfara Grupo A3 - Real Stars FC - Bimo SC, Abuja - FRSC F.C., Abuja - Green Beret (Nigerian Army FC), Zaria - Rarara FC, Katsina Grupo A4 - ABS F.C., Ilorin - Adamawa United - Aklosendi International FC, Lafia - Giodana F.C., Kano - Mighty Jets, Jos - Sokoto United | Grupo B1 - Abia Comets - Bayelsa United F.C., Yenegoa - Shooting Stars 3SC, Ibadán - Osun United F.C., Osogbo - Giant Brillars F.C., Enugu Grupo B2 - Akwa Starlets FC - J. Atete, Warri - De Sapele Lions F.C. - Jossy United FC Owerri - Stationery Stores F.C., Lagos - 36 Lion FC. Lagos Grupo B3 - Calabar Rovers F.C. - Dynamite Force, Benín - Ekiti United - Gateway United F.C., Abeokuta - Nnewi United Grupo B4 - Crown F.C., Ogbomosho - Ibom Youths FC, Uyo - Lamray United FC, Enugu - Word of Life FC(WLBC) - Warri Wolves F.C. |

## Ediciones anteriores
| Temporada | Campeón                 |
| --------- | ----------------------- |
| 1991      | El-Kanemi Warriors      |
| 1992      | Concord FC, Abeokuta    |
| 1993      | Enyimba FC              |
| 1994      | Eagle Cement            |
| 1995      | Kano Pillars            |
| 1996      | Niger Tornadoes FC      |
| 1997      | Kwara United            |
| 1998      | Kwara Stars             |
| 1999      | Udoji United            |
| 2000      | El-Kanemi Warriors      |
| 2001      | Kano Pillars            |
| 2002      | Dolphins                |
| 2003      | Mighty Jets             |
| 2004      | Nasarawa United         |
| 2006      | Zamfara United          |
| 2007      | Sunshine Stars          |
| 2008      | Warri Wolves FC         |
| 2008/09   | Dolphins                |
| 2009/10   | Crown FC                |
| 2010/11   | Wikki Tourists FC       |
| 2012      | Nembe City FC           |
| 2013      | Giwa FC                 |
| 2014/15   | Gabros International FC |
| 2015      | Niger Tornadoes FC      |
| 2016      | Katsina United FC       |
| 2016/17   | Go Round FC             |
| 2018/19   | Kada City FC            |